# Бусјер
Бусјер (фр. Boussières) насеље је и општина у источној Француској у региону Франш-Конте, у департману Ду која припада префектури Безансон.
По подацима из 2011. године у општини је живело 1084 становника, а густина насељености је износила 194,27 становника/km². Општина се простире на површини од 5,58 km². Налази се на средњој надморској висини од 281 метар (максималној 452 m, а минималној 220 m).

## Демографија
| 1962. | 1968. | 1975. | 1982. | 1990. | 1999. | 2011. |
| ----- | ----- | ----- | ----- | ----- | ----- | ----- |
| 505   | 531   | 697   | 762   | 837   | 929   | 1.084 |

График промене броја становника у току последњих година